# San Pietro Martire che ingiunge il silenzio
San Pietro Martire che ingiunge il silenzio è una lunetta affrescata di Beato Angelico conservata nel chiostro detto "di Sant'Antonino" nel convento di San Marco a Firenze. Viene datata al 1442 circa.

## Storia
L'Angelico si dedicò alla decorazione di San Marco su incarico di Cosimo de' Medici, tra il 1438 e il 1445, anno della sua partenza per Roma, per poi tornarvi negli anni 1450, quando completò alcuni affreschi e si dedicò alla stesura di codici miniati per il convento stesso.
Nel chiostro l'Angelico dipinse cinque lunette (una è oggi staccata e conservata nella sala del lavabo) e il grande Crocifisso, che si ispirava a uno analogo dipinto qualche anno prima per San Domenico di Fiesole ed oggi conservato nel Louvre. Gli studiosi sono in genere concordi nell'attribuire l'autografia dell'Angelico a tutti gli affreschi del piano terra del convento.
Durante la ridecorazione del chiostro a cavallo tra XVI e XVII secolo, l'affresco venne affiancato da due figure allegoriche.

## Descrizione e stile
La lunetta si trovava sopra la porta della sagrestia e mostra uno dei santi guida dell'ordine domenicano osservante, Pietro da Verona, che con il dito fa cenno di silenzio, una delle regole dell'Ordine.  Le altre lunette del chiostro mostrano altri due santi spesso ritratti dall'Angelico: san Domenico, il fondatore, e san Tommaso d'Aquino, il grande teologo dell'Ordine.
L'affresco, sebbene in condizioni di conservazione non ottimali, è caratterizzato dal senso del volume impresso alla figura, che si staglia sullo sfondo come se si stesse affacciando. L'artista mise in atto anche alcuni accorgimenti ottici per facilitare questo effetto. Lo stile generale è semplice e frugale, privo di vistosi elementi decorativi, vista la destinazione conventuale dell'opera.